# Bent Out of Shape
Bent Out of Shape — сьомий студійний альбом англійської групи Rainbow, який був випущений 24 серпня 1983 року.

## Композиції
1. Stranded — 4:25
2. Can't Let You Go — 4:19
3. Fool for the Night — 4:03
4. Fire Dance — 4:27
5. Anybody There — 2:37
6. Desperate Heart — 4:00
7. Street of Dreams — 4:24
8. Drinking with the Devil — 3:41
9. Snowman — 4:30
10. Make Your Move — 3:55

## Склад
- Джо Лінн Тернер — вокал
- Річі Блекмор — гітара
- Девід Розенталь — синтезатор
- Роджер Гловер — басс-гітара
- Чак Бурги — ударні